# 花シリーズ
花シリーズ（はなしりいず）或いは華麗なる花々シリーズ（かれいなるはなばなしりいず）とは、
洋画家の立川広己により創作された花をモチーフとした絵画作品群の総称である。

## 概要
花の作家として知られる立川広己であるが、
その作品群の総称を「花シリーズ（華麗なる花々シリーズ）」という。
雑誌「一枚の繪」などをはじめとする美術専門誌等で紹介され続ける、
彼の描く花の作品群を示す言葉。
「薔薇図」作品群をも含み、広義な様々な花々が描かれた作品群を意味する。

　「花シリーズ（華麗なる花々シリーズ）」に属する作品は、
主に全国のデパートや画廊で開催される個展、及び全国各地から出展招待され続ける絵画展（総称して「立川広己画伯個展」）に出展される。
ゆえに、「花シリーズ（華麗なる花々シリーズ）」作品と、「立川広己画伯個展・出展 令和2年 (2020年)」、とは縁が深い。
　また、「立川広己画伯個展・出展 令和2年 (2020年)」開催への美術芸術界における芸術性評価、人気、関心度から、
時折行われる開催中個展のもようのテレビ放映においては本作品群が紹介されることが多い。
また、美術専門誌記事内における、立川広己画伯個展・出展 令和2年 (2020年)|立川広己画伯個展開催が紹介される際にも、
本作品群の作品が写真付きで誌面に掲載されたり、批評講評の対象となることが多い。

## 所属作品

### 『花シリーズ（華麗なる花々シリーズ）』作品
- 『花シリーズ（華麗なる花々シリーズ）』に属する作品は、分類すると、
「立川広己画伯 薔薇図」に属する作品及び、それ以外の華麗なる花々が描かれた絵画が含まれる。
- 『花シリーズ（華麗なる花々シリーズ）』に属する作品として、
以下のような代表的作品が個展や絵画展等（立川広己画伯個展）で発表されている。
  - まず、作品群『立川広己画伯作の薔薇図』に属する代表的作品一覧は、
「立川広己画伯 薔薇図」記載内容に譲る。
  - つづいて、上記以外の『花シリーズ（華麗なる花々シリーズ）』に属する代表的構成作品を紹介する。
「アイリス」「石戸蒲さくら（埼玉県北本市）」
「美しき桜」「向野の八重桜」
「紅白梅」「コスモスの詩」「桜」
「幸せのミモザ」「花の乱舞」「華やぐミモザ」「春が明けて」
「紅しだれ」
「夫婦桜」「蘭花」 等
以上の作品により構成される。

### 融合的作品
- 花シリーズ（華麗なる花々シリーズ）と風景画の融合的発表作品。
  - 「花の乱」「花の乱舞」 等
以上の作品により構成される。
- 花シリーズ（華麗なる花々シリーズ）と、半抽象画である、JAZZシリーズ の融合的発表作品。
  - 「ジャズと赤薔薇」「ひまわりのメロディー」「メロディーの中の花々」「メロディー ひまわり」
  - 「花」
    - 以上の作品により構成される。[14][15][22][24][26][27][29]
- なお、薔薇図とJAZZシリーズとの融合的作品には、以下のような代表的作品が発表されている。
  - 美術専門誌、月刊 一枚の繪 2019年（令和元年）6・7月号、132頁にて掲載紹介された、
「ジャズと赤バラ」のような作品も発表されている。[31][32][33]

## 公募展入賞・受賞『花シリーズ』作品
- 1991年（平成3年）現代精鋭選抜展記念大会にて、
「花シリーズ（華麗なる花々シリーズ）」に属する、
「薔薇図」作品群の中から
立川広己作「深紅の薔薇」F10号が、金賞を受賞した。
  - この受賞が契機となり、立川広己の描く「花シリーズ（華麗なる花々シリーズ）」及び、このグループに属する、
「薔薇図」が、人気作品群の一つとなる。
これらの作品は立川広己画伯個展出展作品の中核の一角をなす。[24][1]
  - なお、立川広己は、令和元年（2019年）11月19日（火）～11月24日（日）に
芸術の杜、東京都台東区上野の上野公園内にある東京都美術館で開催される55周年記念都展（公募展）において、
外部審査員に任命された。

## 花シリーズ所属作品と出展個展絵画展等
- 花シリーズ所属作品と出展先
  - 花シリーズ代表的作品と、出展先立川広己画伯個展等。 
    - 「石戸蒲さくら（埼玉県北本市）」
      - 2020年（令和2年）1月15日（水）～1月21日（火） さいたま市浦和区、
伊勢丹浦和店、7階、美術画廊にて、個展、「立川広己油絵展」出展。
美術専門雑誌「一枚の繪」2019年（令和元年） 12月・2020年（令和2年） 1月号の、
95頁では、本作品が写真付で紹介される。[36]

    - 「美しき桜」
      - 2008年（平成20年）9月27日（土）～9月29日（月）茨城県稲敷郡、
江戸崎ショッピングセンター、パンプ、2階多目的ホールにて。
― 第10回記念、一枚の繪、稲敷絵画展 ―。本作品F6号 出展。[37]
      - 2009年（平成21年）3月19日（木）～3月25日（水）広島県広島市中区、
天満屋広島八丁堀店7階美術画廊にて個展。
「― 華麗なる花々と風景 ― 立川広己油絵展」。本作品F15号 を出展。[38]

    - 「向野の八重桜」
      - 2010年（平成22年）10月29日（金）～10月31日（日）個展開催。
富山県氷見市、明文堂書店氷見店カフェ内特設会場にて。
鮮烈な花々のシンフォニー 立川広己油彩画展。本作品油彩6号 を出展。[39]

    - 「コスモスの詩」
      - 2006年（平成18年）10月6日（金）～10月8日（日）、一関市千厩町、千厩農村勤労福祉センター、にて開催、
絵画展「一枚の繪 第19回 千厩絵画展」。[40]

    - 「桜」
      - 2006年（平成18年）2月9日（木）～2月14日（火）京急百貨店7階催事場、一枚の繪 絵画展。[41]

    - 「幸せの花ミモザ」
      - 2006年（平成18年）12月9日（土）～12月11日（月）、七尾市、明文堂書店 能登七尾店内 特設会場にて[42]

    - 「松竹梅」
      - 2019年（令和元年）12月2日（月）～12月25日（水）、
東京都中央区、銀座・ギャラリー一枚の繪にて、
絵画展示会、「歳末感謝市2019」。
        - 美術専門雑誌「一枚の繪」令和元年（2019年）12・1月号、94頁掲載記事によると、
立川広己作「松竹梅」F6号 を出展した。[43]

    - 「ミモザの花」
      - 作品、油彩10号。[44]

    - 「夫婦桜」
      - 2007年（平成19年）5月25日（金）～5月28日（月）。富山県黒部市 黒部市民会館、「第45回 黒部大絵画展」
立川広己 ―華麗なる花々―[45]
      - 2011年（平成23年）4月20日（水）～4月26日（火）、 山形県酒田市、
株式会社中合・清水屋 4F 美術画廊 にて個展開催。
「― 華麗なる花と風景を描く ― 第3回 立川広己 油彩展」。本作品F3号 出展。[46]
      - 2011年（平成23年）11月4日（金）～11月10日（木）、宮城県仙台市青葉区、
藤崎 6F 美術工芸サロン にて個展開催。
「― 華麗なる花・風景を描く ― 立川広己 油彩展 （仙台藤崎）」。本作品F3号 出展。[47]

    - 「蘭花」
      - 2005年（平成17年）8月10日（水）～8月15日（月）伊勢丹新宿店本館６階催物場、百万人の美術市。[48]
- 融合的代表的作品と出展先
  - 『花シリーズ』と国内風景画との融合的代表的作品と、出展先立川広己画伯個展等。
    - 「紅白梅」
      - 2008年（平成20年）7月9日（水）～7月15日（火）。ジェイアール名古屋タカシマヤ 10階 催会場にて。
2008年・第7回 一枚の繪 夏のアートマーケット。本作品F8号 出展。[49]
      - 2009年（平成21年）1月2日（金）～1月6日（火）埼玉県さいたま市大宮区、
大宮高島屋8階・催場にて。「新春アートマーケット」。本作品F8号 出展。[50]
      - 2009年（平成21年）1月14日（水）～1月20日（火） 神奈川県横浜市港南区、
京急百貨店（上大岡駅）7階・催事場にて、「第10回 一枚の繪絵画展」。本作品F8号 出展。
尚、本絵画展では、東郷青児「二つの塔」F3号、村田省蔵「安曇野の春」F8号 等の作品も出展された。[51]
      - 2009年（平成21年）2月26日（木）～3月1日（日）
「第4回アートフェスタ in 東京フォーラム」(東京・有楽町東京国際フォーラム）。本作品F8号 出展。
尚、本絵画展では、西村計雄生誕100年記念特別作品、佐藤哲「日の出 真鶴港」F8号、
東郷青児「婦人像」水彩号、村田省蔵「パンジー」SM号 等の作品も出展された。[52]

    - 「花の乱」
      - 2007年（平成19年）12月26日（水）～12月31日（月）阪神百貨店 8階 催場にて。
「第56回 100万人の洋画秀作市」― 立川広己 ―華麗に輝く花の舞―。[53]

    - 「花の乱舞」
      - 2006年（平成18年）3月24日（金）～3月26日（日） 東京国際フォーラムB1ロビーギャラリーにて開催、絵画展、
一枚の繪 アートフェスタ in 東京フォーラム（一枚の絵国際フォーラム絵画展）[54]